# Autographa argentea
Autographa argentea är en fjärilsart som beskrevs av Hoffmann. Autographa argentea ingår i släktet Autographa och familjen nattflyn. Inga underarter finns listade i Catalogue of Life.